# André Mirambel
André Mirambel, in griechischer Transkription Αντρέ Μιραμπέλ (* 1. Oktober 1900; † 4. Juni 1970) war ein französischer Sprachwissenschaftler und Neogräzist.

## Leben
Nach der Agrégation de grammaire und dem Diplom der École nationale des langues orientales vivantes war Mirambel von 1925 bis 1928 zunächst Professor am Institut français d’Athènes (IFA). Im Jahr 1929 wurde er als Nachfolger von Ioannis Psycharis auf den Lehrstuhl für Neogräzistik (grec moderne) an der École nationale des langues orientales vivantes berufen. Von 1954 war er zudem deren Prorektor, von 1958 bis 1969 deren Rektor. Seit 1965 gehörte er der Académie des inscriptions et belles-lettres an.
Mirambel hat sich hauptsächlich aus sprachwissenschaftlicher Perspektive mit dem Neugriechischen, seinen Dialekten und der Griechischen Sprachfrage auseinandergesetzt. Davon zeugen eine neugriechische Grammatik, eine sprachwissenschaftliche Beschreibung des Neugriechischen und ein neugriechisches Lexikon. Darüber hinaus hat er sich sowohl wissenschaftlich als auch übersetzerisch mit der neugriechischen Literatur auseinandergesetzt.

## Schriften (Auswahl)
- Petit dictionnaire français-grec moderne et grec moderne-français Maisonneuve et Larose, Paris 1960.
- La langue grecque moderne – Description et analyse. Klincksieck, Paris 1959. — Griechische Übersetzung: Η Νέα Ελληνική γλώσσα. Περιγραφή και ανάλυση. Μετάφρ. Στ. Κ. Καρατζάς. Ινστιτούτο Νεοελληνικών Σπουδών, Thessaloniki 1978, Rezension (neugriechisch).
- La littérature grecque moderne. Presses universitaires de France, Paris 1953 (Que sais-je? no. 560).
- (Hrsg.): Anthologie de la prose néo-hellénique (1884–1948). Klincksieck, Paris, 1950.
- Grammaire du grec moderne. Klincksieck, Paris, 1949, ISBN 2-252-03381-9.
- Introduction au grec moderne. G. P. Maisonneuve, Paris 1948.
- Le vocabulaire technique musical en grec moderne. In: Revue des Études Grecques 52, 1939, S. 429–444, (online).
- Étude descriptive du parler maniote méridional (= École française d’Athènes. Travaux et mémoires. Fasc. 1). E. de Boccard, Paris 1929